# تيم باول
تيم باول (بالإنجليزية: Tim Powell)‏ هو كاتب أغاني ومنتج أسطوانات وموسيقي بريطاني، ولد في 21 يونيو 1979.

## وصلات خارجية
- تيم باول على موقع ميوزك برينز (الإنجليزية)
- تيم باول على موقع أول ميوزيك (الإنجليزية)
- تيم باول على موقع أول ميوزيك (الإنجليزية)
- تيم باول على موقع ديسكوغز (الإنجليزية)